# SK (transport)
Pour les articles homonymes, voir SK.

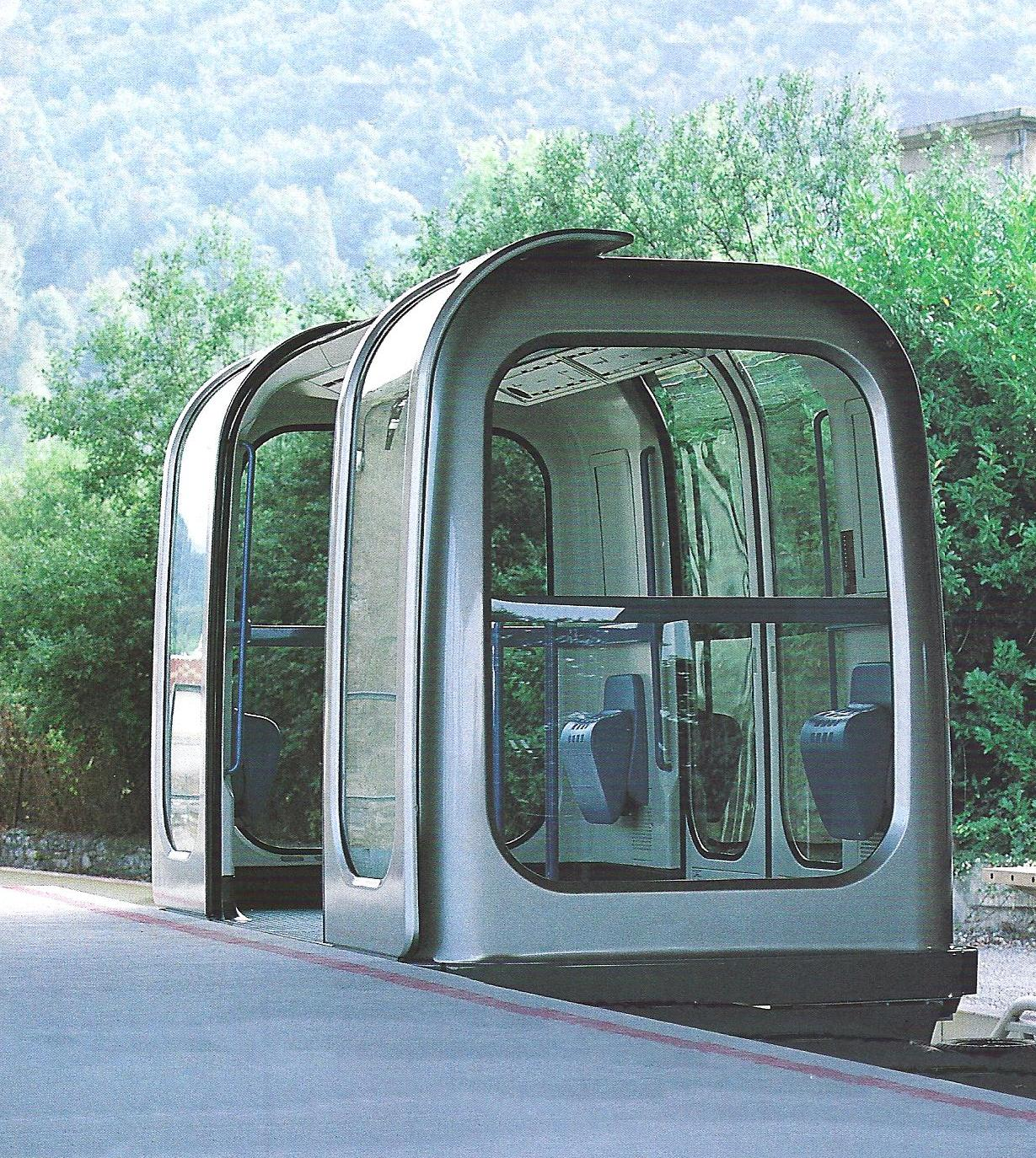
Une cabine de SK.

Le SK est un système de transport hectométrique construit par la société Soulé de Bagnères-de-Bigorre. Le nom SK provient des initiales du fabricant Soulé, et de son concepteur Yann de Kermadec.
Trois types de SK ont existé : plus le chiffre après le SK est élevé, plus le système devient lourd, rapide et capacitaire.
Sur les six sites (sept lignes) ayant été équipés d'un système SK, seul celui du tunnel touristique de Shanghai subsiste. 
En 1996, la RATP, déjà partenaire depuis 1992, acquiert le système et sa division (environ 55 salariés) auprès de Soulé.
Le système SK semble aujourd'hui ne plus faire l'objet de prospection commerciale.

## Principes de fonctionnement et prototype (1981 - 1985)
Le système est conçu pour être continu, modulaire, électrique, attrayant, rapide, automatisé, facile à utiliser, et pour fonctionner en toute sécurité. Les applications ciblées comprennent les aéroports, les parcs de stationnement, les centres commerciaux, les salles d’exposition, les parcs, les centres d’affaires, les centres de villégiature, les universités et d’autres grands centres d’activité.
Le système SK de première génération est composé d'une série de petites cabines, prévues pour 12 personnes, dont six assises, jusqu'à 18 personnes toutes debout, roulant sur des rails et qui se succèdent à intervalles réguliers à moins de 20 secondes d'intervalle. Entre les stations, elles sont entraînées à 20 km/h par un câble ; en station, elles sont décélérées à 1 km/h. La solution technique retenue est une pince à embrayage progressif automatique, dérivée de celle qui fonctionne depuis une centaine d'années sur les cable cars, notamment à San Francisco. Le débit peut atteindre 5 000 personnes par heure et par sens. En dehors des stations, les cabines sont tractées par un câble à vitesse continue grâce à des pinces débrayables qui saisissent le câble sous les cabines. 
La ligne est construite selon le principe ferroviaire du profil économique : les stations sont légèrement surélevées, ce qui permet un freinage en partie par gravité sollicitant moins le système de freinage, et une accélération en partie par gravité sollicitant moins les organes de traction. 
Lorsque le véhicule arrive aux abords de la rampe d'accès aux stations, il est libéré du câble principal, puis ralenti par gravité et grâce à des roues pneumatiques motorisées dont la vitesse diminue en se rapprochant de la station. La cabine se déplace ensuite le long du quai de la station à une vitesse très lente de 1 km/h (trois fois plus lente que la vitesse de marche normale), grâce à des roues pneumatiques disposées horizontalement en bas des cabines. Le cycle des cabines, dont le poids à pleine charge ne dépasse pas trois tonnes, est donc le suivant :
- une cabine tractée à vitesse rapide par le câble arrive en station (20 km/h) ; elle prend contact avec une première bande de décélération, et quitte le câble ;
- après décélération, la cabine défile lentement (environ 1 km/h), entraînée par la bande de débarquement, avec arrêt éventuel à la demande ; les passagers sortent de la cabine ;
- la cabine effectue un demi-tour sur la plate-forme de retournement, puis défile lentement, entraînée par la bande d'embarquement ; les passagers entrent dans la cabine ;
- la cabine accélère, entraînée par une bande d'accélération, puis la quitte pour embrayer sur le câble qui l'entraîne jusqu'à la station suivante[2].

Après les essais probants de la pince, l'étude du prototype a commencé chez Soulé en juillet 1981. En juillet 1982, la cabine prototype a effectué son premier parcours. Un premier prototype est mis en service dans l'usine Soulé de Bagnères-de-Bigorre. En trois ans, le prototype a totalisé plus de 6 000 heures de fonctionnement. 
Cette technique est adaptée à de courtes et moyennes distances avec des courbes, des dénivellations pouvant atteindre 10 % et de nombreux arrêts. Si le constructeur affirmait qu'il n'y a pas de limite théorique à l'intervalle entre stations, il recommandait toutefois, pour conserver l’efficacité et l'attrait du système, de ne pas dépasser 1 200 m.
L'expérience montra que sur des distances importantes comme à Roissy, il y a un risque de nombreuses sorties de câble.

## SK 2000, la première génération (1986 - 1989)
De 1986 à 1989, Soulé a installé trois systèmes SK 2000, la version la plus simple et légère, dite de première génération, pour des liaisons internes dans des parcs d'expositions. Cette technique est adaptée à de courtes et moyennes longueurs, de 150 mètres à 3 km. Les cabines rudimentaires et peu confortables mesurent 2,93 m de longueur, 1,43 m de largeur et 2,51 m de hauteur (à Villepinte et Vancouver) ou 2,70 m de hauteur (à Yokohama). La capacité de la cabine est de 12 personnes (à Villepinte et Vancouver) ou 15 personnes (à Yokohama) dont six places assises.

### Ligne SK de Villepinte
À la suite d'une décision du ministère des Transports, de la région Île-de-France et de la chambre de commerce et d'industrie de région Paris en mars 1985, le SK du parc des expositions de Paris-Nord Villepinte est ouvert le 21 avril 1986. 
Implanté en tranchée ouverte, la ligne SK de 310 mètres relie en moins d'une minute les parcs de stationnement et l'esplanade centrale du parc des expositions de Villepinte et amène les visiteurs directement à l'entrée principale des bâtiments d'exposition. La ligne comptait deux stations et seize cabines. Elles ont une vitesse de pointe de 20 km/h et ralentissent à 1 km/h au droit des stations. Avec un intervalle de 19 secondes, la capacité de transport est de 2 300 personnes par heure et par sens.
Mis en service durant les salons, soit environ 90 jours par an, il transporte pendant cette période, près d'un million de personnes, avec une disponibilité de 99,7 %.
En 2008, à la suite de la construction du hall 7 du parc des expositions prévue pour 2010, la ligne est détruite avec une partie des parkings.

### Ligne SK temporaire de Vancouver
Le SK est retenu en 1985 par les organisateurs d'Expo 86, l'exposition internationale de Vancouver consacrée aux transports et aux communications. Mise en service en 1986 pour l'exposition EXPO '86 de Vancouver, la ligne de 150 mètres établie sur un viaduc de cinq mètres de haut traversait la place de la Communauté européenne pour entrer en mezzanine dans le pavillon français.  
Le système pouvait transporter jusqu'à 1 700 personnes par heure et par sens, avec un intervalle minimum de 26 secondes à une vitesse de 15 km/h, avec une capacité maximale de 12 personnes. 
En six mois, ce système composé de douze cabines a transporté trois millions de personnes avec un taux de disponibilité de 99,1 %.  

### Ligne SK temporaire de Yokohama
Sélectionné en avril 1988, Soulé signe un contrat de 24 millions de francs avec la JGC Corporation (Japon) pour installer le système SK à l'exposition Yokohama Exotic Showcase (YES)'89 de Yokohama au Japon. La ligne faisait 650 m de longueur sur viaduc et possédait deux stations avec 25 cabines pouvant rouler à 20 km/h. La capacité de la ligne, avec un intervalle de 19 secondes, atteint 2 800 personnes par heure et par sens. Le SK a transporté de mars à octobre 1989 plus d'un million de visiteurs, avec un taux de disponibilité de 99,7 %

## SK 4000 et SK 6000
Pour développer une seconde génération de SK, Soulé s'associe avec la RATP. Une version plus évoluée est étudiée avec des cabines plus grandes et une vitesse plus élevée allant jusqu'à 36 km/h. Les véhicules peuvent accueillir jusqu'à 30 personnes, se succédant à intervalles extrêmement courts, de l'ordre de dix-sept à cinquante secondes. Selon le constructeur, le système est prévu pour des distances comprises entre 300 mètres et 5 kilomètres et peut transporter de 600 à 8 000 passagers par heure et par sens. 

### Ligne SK 4000 de Noisy-le-Grand

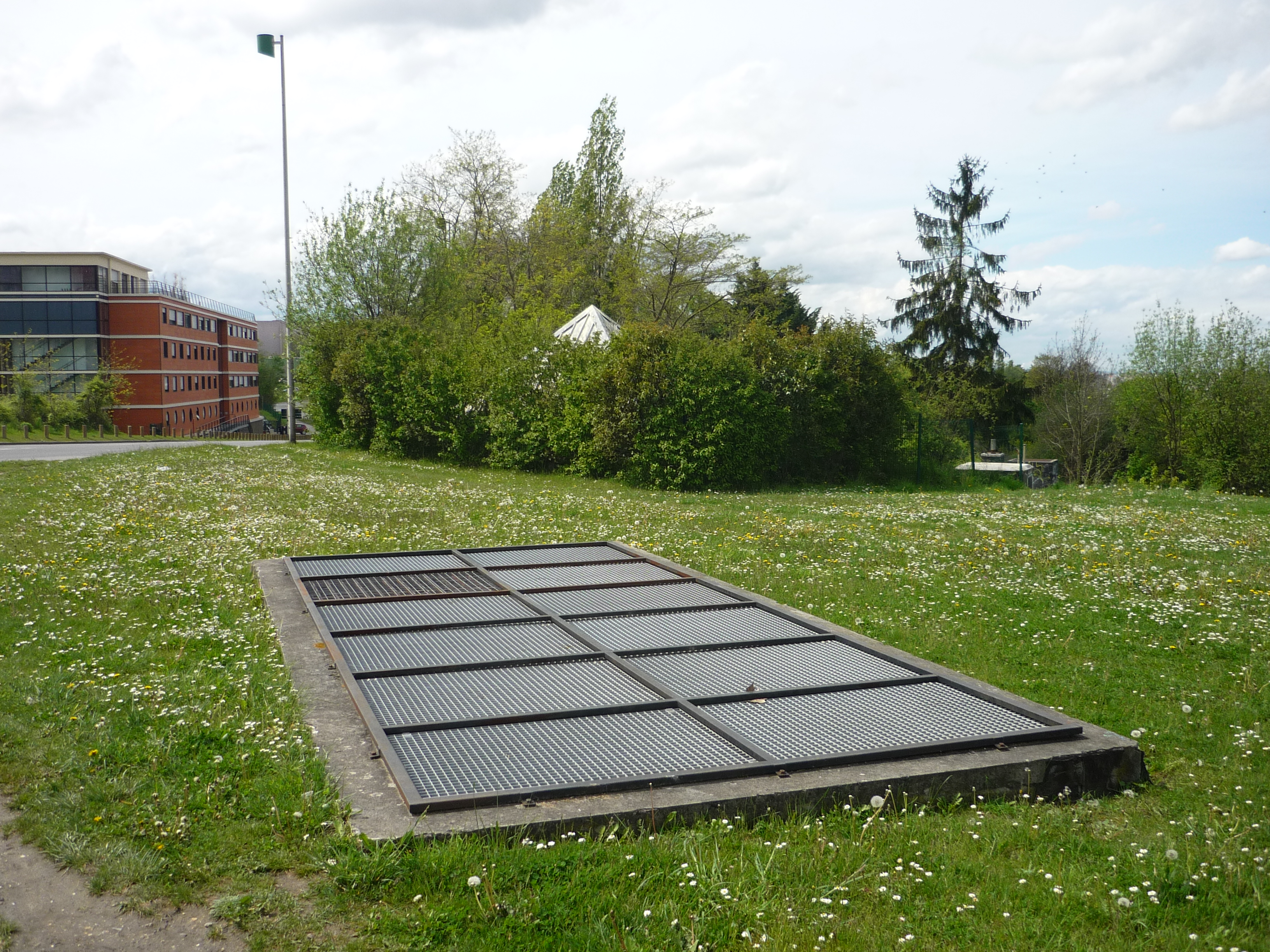
Vestiges du SK de Noisy-le-Grand avec une bouche d'aération au premier plan et le terminus au second plan.

Une ligne de SK de 560 mètres de long a été construite à Noisy-le-Grand, en 1993 pour desservir un quartier de nouveaux bureaux en cours d’aménagement. Ce quartier n'ayant finalement pas vu le jour, la ligne n'est jamais ouverte au public, bien que totalement fonctionnelle. La ligne est mise sous cocon le 9 novembre 1994, puis mise en sommeil en 1999. Enfin, mi-2018, une station et une partie de la ligne sont détruites en vue de la construction d'un programme immobilier.

### Lignes SK 6000 de Roissy-Charles-de-Gaulle

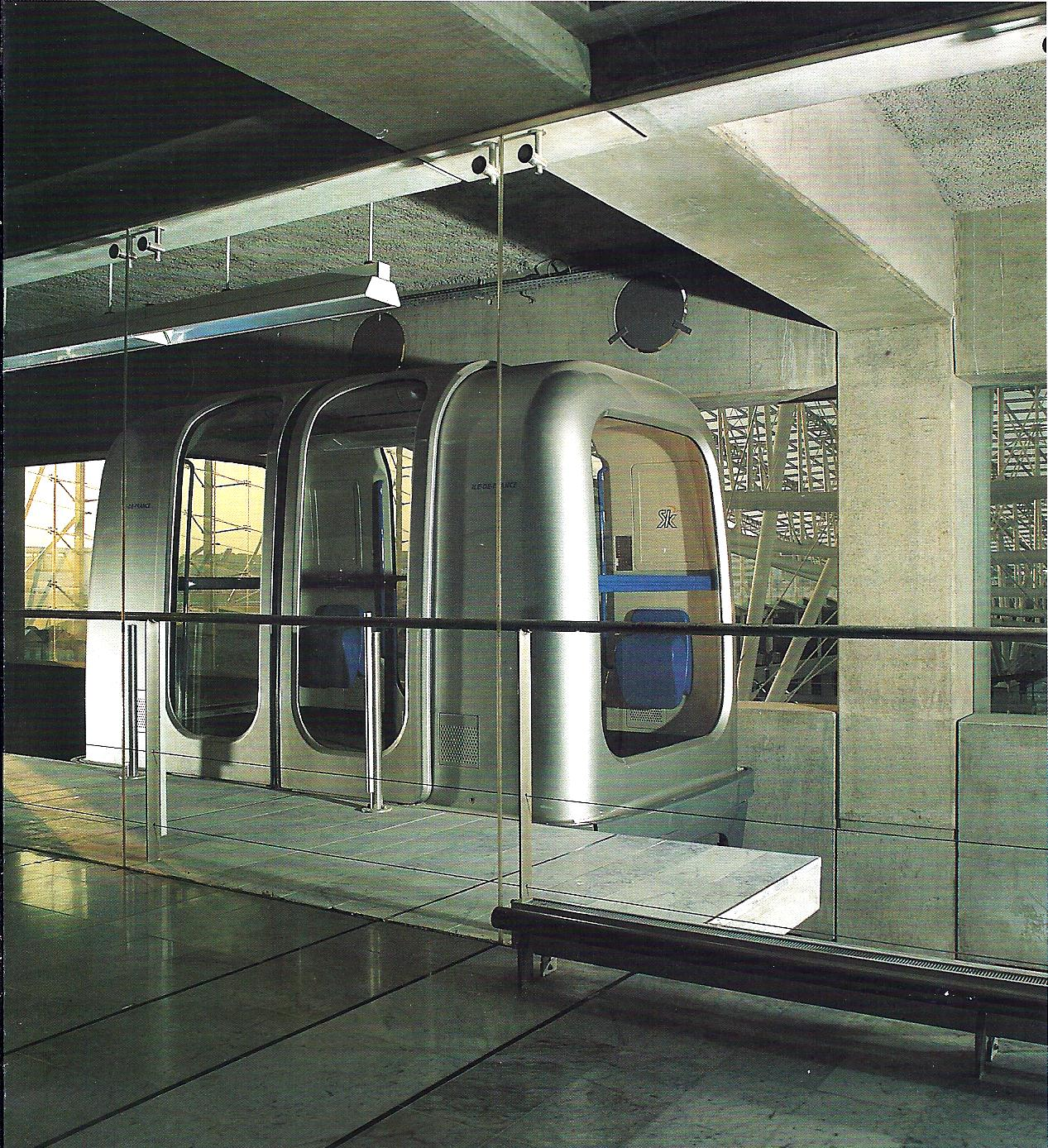
Le SK 6000 de Roissy.

Un projet de transport automatique léger fut élaboré conjointement dans les années 1980 par les entreprises publiques Aéroports de Paris (ADP) et RATP pour assurer la desserte des terminaux, des parcs de stationnement et des stations RER. 
Un premier appel d'offres en 1991 fut déclaré infructueux à cause des contraintes imposées par ADP. C'est finalement le SK 6000 qui fut choisi en juillet 1992; le contrat fut signé avec le consortium SDIA CGC (40 % RATP, 40 % Soulé, 20 % Crédit local de France) en novembre 1992. La longueur de la ligne 1 était de 3,5 km tandis que celle de la ligne 2 était de 865 mètres. Le coût du système était de 230 millions de francs pour la ligne 1 et de 100 millions de francs pour la ligne 2,. En phase ultime, le projet prévoyait une extension de la ligne 1 vers la future aérogare 3 située à 650 mètres au nord-est de Roissypole, soit 4,5 km au total et une extension de la ligne 2 sur près de 2 kilomètres à l'est, pour desservir les futurs terminaux supplémentaires de l'aérogare 2.
- Ligne 1 : Après la construction, près de trois années de tests mirent en évidence le manque de maturité du système pour une telle configuration. Le problème principal résidait dans la prise du câble en courbe par une pince située sous les cabines. Le cahier des charges exigeant d'ADP et le refus de modifier le tracé pour réduire le degré des courbes ont engendré l'arrêt définitif de la ligne 1. L'ouverture de la ligne était prévue pour le 1er mai 1996, mais devant les trop nombreux problèmes techniques rendant impossible une ouverture au public, elle fut reportée à l'été 1998[23] ; cependant, la ligne ne fut finalement jamais ouverte au public. La ligne devait avoir un débit de 2 900 personnes par heure et par sens, une vitesse maximale de 36 km/h, avec 38 cabines d'une capacité de 29 places dont quatre sièges, un intervalle minimum de 36 secondes et un temps de parcours de 9 minutes.

- Ligne 2 : Bien que fonctionnelle et devant ouvrir pour 1997, la ligne fut abandonnée comme la ligne 1 au profit d'un autre système, pour que les deux lignes aient un système similaire. Le principal problème rencontré lors des marches à blanc était le bruit généré par le système[24], particulièrement perceptible dans les salles de réception du Sheraton où le bruit pouvait monter jusqu'à 70 décibels. 19 cabines équipaient cette ligne.

De nombreux problèmes ont été rencontrés lors de la conception et des essais de ces deux lignes adaptées aux aéroports, :
- Vitesse : le système a été adapté pour qu'il puisse atteindre les 36 km/h au lieu des 20 km/h des autres modèles. Cette vitesse ne pouvant être atteinte avec un seul câble principal, un câble auxiliaire à vitesse réduite devait être installé entre le câble principal tournant à 36 km/h et le système d'accélération progressive à pneumatiques des stations, afin d'avoir une accélération en deux temps, moins brusque.
- Double prise de câbles : Avec deux câbles, les cabines doivent être équipées d'une pince principale et d'une pince auxiliaire. Ce double accrochage successif est responsable de nombreux ratés à la sortie des stations.
- Galets hydrauliques : comme pour les funiculaires, des galets sont présents tout le long des câbles pour les centrer par rapport aux cabines. La particularité des galets au niveau du chevauchement des câbles auxiliaire et principal, c'est qu'ils doivent être mobiles afin de présenter le bon câble, à la bonne pince, au bon moment. Ce système provoque de nombreux tressaillements du câble et de nombreux ratés de prise de câble. De plus, ces galets hydrauliques sont soumis à de gros efforts au vu des vitesses pratiquées.
- Nuisances sonores : la ligne 2, passant sous les salles de réception du Sheraton, provoquait des vibrations et un bruit pouvant monter jusqu'à 70 décibels. Une solution technique fut proposée pour 20 millions de francs : l'installation d'une dalle flottante sous la voie pour éviter la transmission des vibrations aux fondations.
- Système anti-recul : un système empêche la cabine de reculer si elle lâche le câble dans une rampe. Ce système n'est pas fiable.
- Fiabilité des automatismes : Le Groupe ADP demandait une fiabilité du système à 99,5 %. Originellement, le système était surveillé par deux automatismes en série : si l'un détectait une défaillance, le système était coupé. De nombreux faux positifs étaient détectés, induisant de nombreux arrêts d'urgence et une fiabilité de la ligne aux alentours de 85 %. Le système a été corrigé par l'adjonction d'un troisième automatisme : la décision de coupure est dorénavant prise si au moins 2 des 3 automatismes détectent une anomalie.

La réduction de la vitesse à 25 km/h et l'ajout d'un troisième automatisme a permis de passer d'un taux de disponibilité de 85 % à 95 %, mais toujours insuffisant et inacceptable pour un aéroport de cette envergure.
À la suite des difficultés de mise au point, le projet dérape financièrement d'un montant de 220 millions d'euros selon une estimation à l'été 1995. Début 1997, l'estimation du coût total est porté à 660 millions de francs. L'opération fit l'objet d'une analyse de la Cour des comptes. La direction d'ADP annonce que le système avait déjà coûté 700 millions de francs en mars 1999. Selon d'autres estimations, le coût total atteindrait deux milliards de francs en ajoutant aux dépenses d'ADP celles de la RATP estimées à 700 millions de francs, ainsi que les coûts de démolition et de remplacement du système SK. Le Conseil d'administration d'ADP décida d'abandonner le projet le 21 juin 1999 sur décision du ministère des Transports. Les pertes annoncées atteignent finalement 183 millions d'euros, partagées par ADP et la RATP.
Une partie de son génie civil (la plateforme et les stations intermédiaires) a été réutilisée pour le CDGVAL et ses VAL 208, actuelles navettes automatiques internes à l'aéroport, dont la première ligne est entrée en service en 2007. Le système VAL avait pourtant été proposé par la RATP lors de l'appel d'offres de 1991 mais rejeté à cause de son coût excessif.

### Ligne SK 6000 de Shanghai

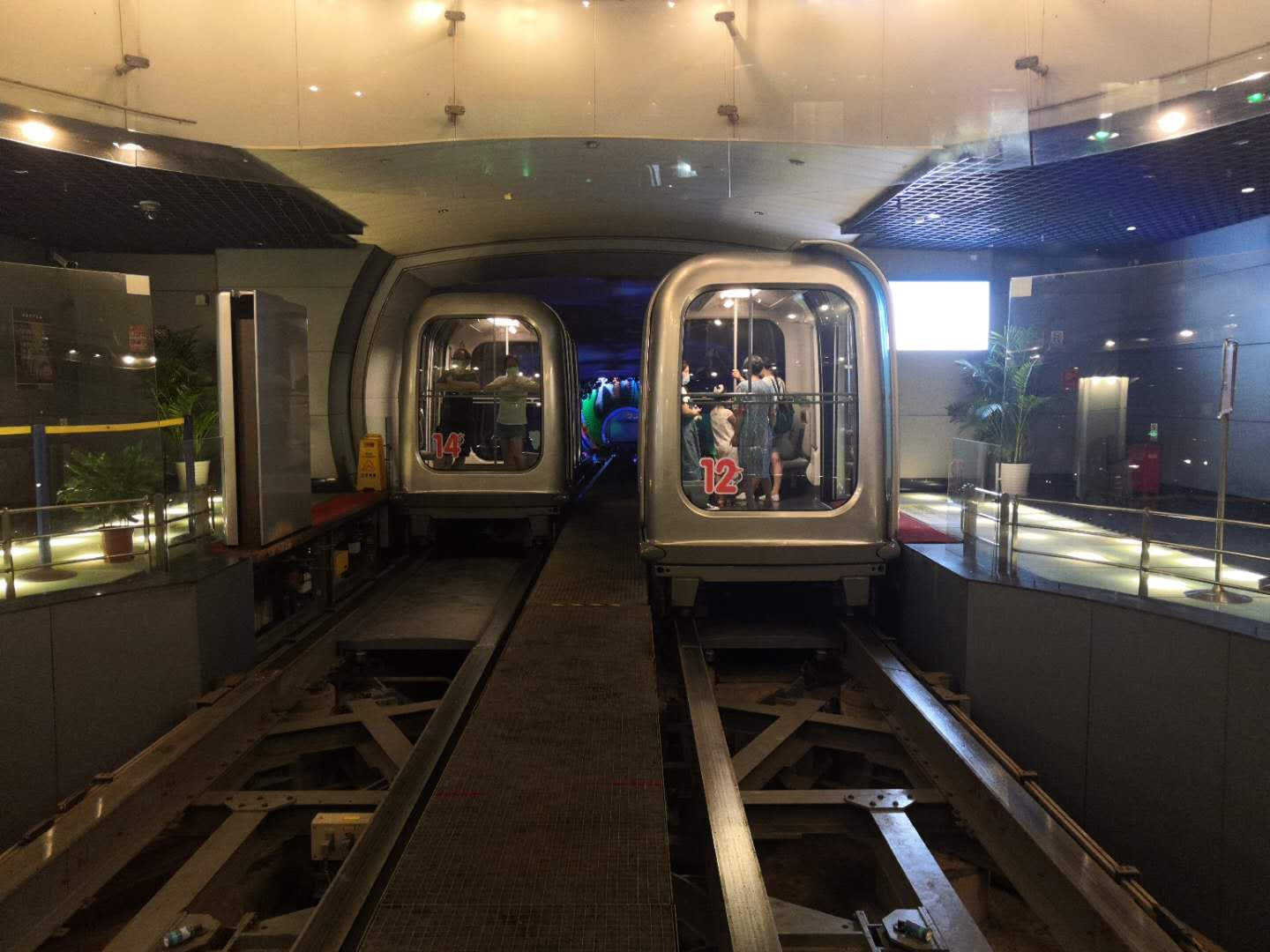
SK 6000 dans le, à Shanghai, Chine.

Le SK du tunnel touristique du Bund de Shanghai est un SK 6000 dont la technologie et les cabines sont identiques à celles prévues pour l'aéroport de Roissy-Charles-de-Gaulle. Mis en service en octobre 2000, ce SK de 647 mètres est le dernier SK en service au monde à ce jour.

## Limites techniques du système
Aucun système SK n'a été installé avec la fiabilité nécessaire pour une exploitation commerciale durable au-delà d'un kilomètre. Si, selon le constructeur, le SK est capable de s'affranchir de contraintes de longues distances, de dénivellations et de courbes, l'expérience de la ligne 1 de l'aéroport de Roissy-Charles-de-Gaulle montra que sur une distance de 3,5 km, le système est au-delà des contraintes admissibles, la fiabilité trop médiocre et les sorties de câble nombreuses. En outre, un problème de stabilité apparaît à la vitesse maximale de 36 km/h. 

## Prospections commerciales sans lendemain
Le pont Charles-de-Gaulle, dernier pont créé à Paris (inauguré en 1996), a été conçu pour supporter éventuellement un viaduc sur lequel aurait circulé un transport hectométrique de type SK, faisant la navette entre les gares parisiennes de Paris-Lyon et de Paris-Austerlitz. Cependant, ce projet n'a jamais été concrétisé « pour des raisons techniques, des raisons financières et des raisons tarifaires ».

## Anecdote
Le clip Idéal d'Étienne Daho montre le SK 6000 de Roissy en action.